# دستگاه تراش

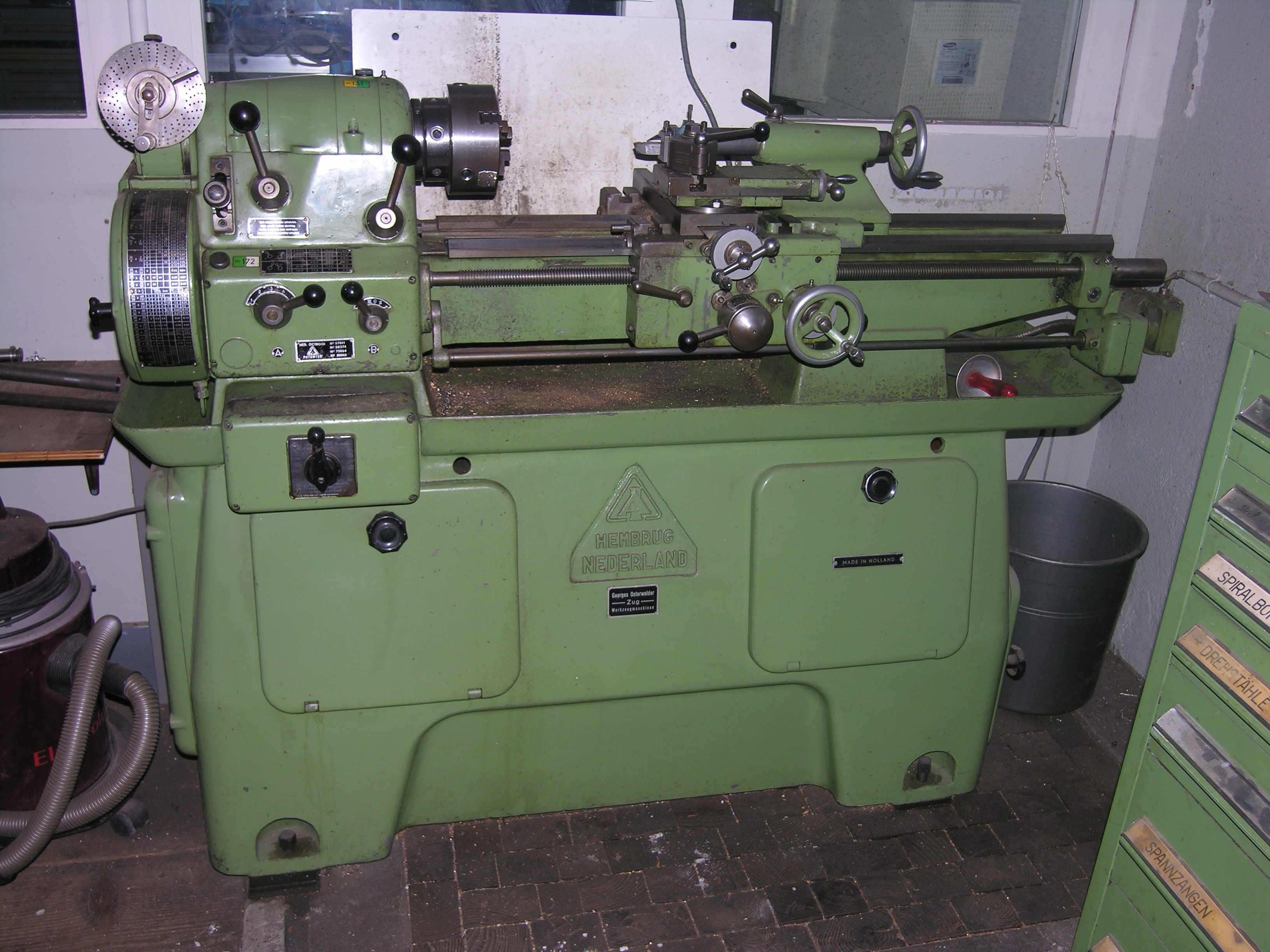
ماشین تراش

دستگاه تراش ماشین ابزاری است، که برای تراشیدن و شکل‌دهی به قطعات چوبی و فلزی معمولاً دوار به کار می‌رود.
به دلیل تولید اقتصادی با دقت بالا و کیفیت دستگاه تراش را در فرم‌ها و شکل‌های مختلفی می‌سازند اکثر قطعات ماشین آلات دارای مقاطع دایره‌ای بوده و قابل تولید با ماشین تراش می‌باشند و از طرفی به منظور ارزان بودن و سرعت بالای تراشکاری نسبت به سایر روش‌ها استفاده از ماشین تراش یک روش معمول و پر استفاده در صنعت می‌باشد.

## تاریخچه ماشین تراش

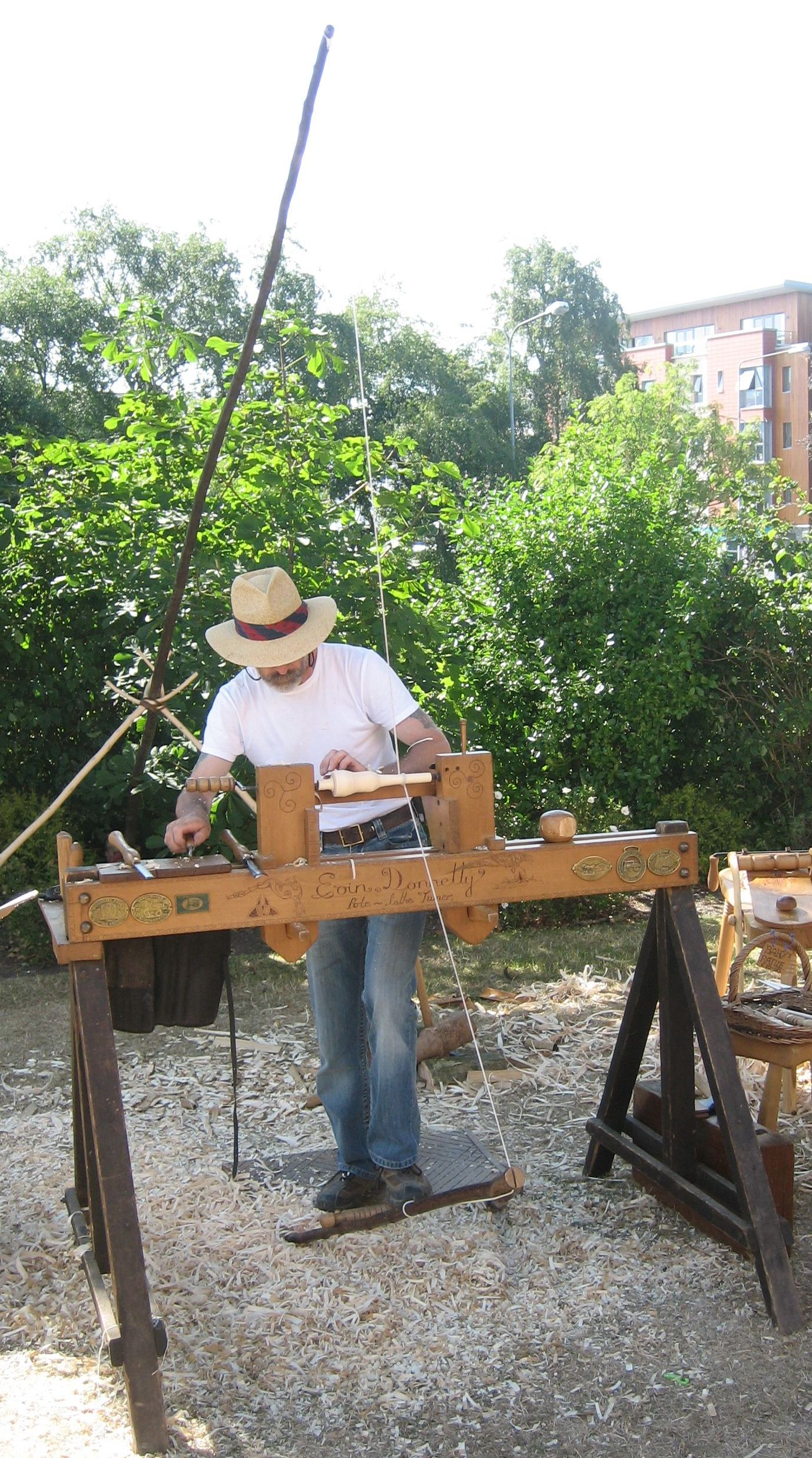
یک دستگاه تراش به سبک اولیه

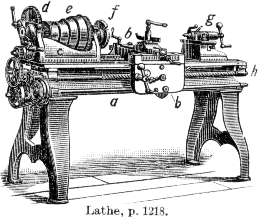
عکسی از یک ماشین تراش که نشان می‌دهد از سال ۱۹۱۱ به همین شکل بوده و قطعاتی همچون اسپیندل، مرغک، چهارنظام و… تشکیل شده‌است

- ماشین‌های تراش که ابتدایی‌ترین نوع ماشینهای افزار به‌شمار می‌روند، تاریخچه آن بین قرن ۱۷ و ۱۸ شروع شده که در ابتدا معمولی‌ترین یا قدیمی‌ترین روش تراش، تراشیدن چوب به وسیلهٔ درخت بوده‌است. بدین معنی که دو سر چوب را بین دو درخت قرار داده و یک طناب به شاخه درخت بسته و آن را حول چوب مورد نظر پیچیده و طرف دیگر طناب را شخص دیگری گرفته و با دست طناب را به حرکت درمی‌آورد شخص دومی که در طرف مقابل قرار گرفته با رنده چوب را می‌تراشید این قدیمی‌ترین روش تراش چوب بوده‌است.
- اولین ماشین تراش در سال ۱۷۴۰ در فرانسه ساخته شد. در این ماشین وسیله چرخش محور اصلی به وسیلهٔ دست بود، یک دست گرداننده محور آن (محور کار) مستقیماً روی دستگاه که به محور اصلی متصل است توسط دو چرخ دنده ساده به میله پیچ بری متصل می‌باشد قرار گرفته‌است. در این نوع ماشین برای تعویض چرخ دنده‌های متفاوت جهت پیچ تراشی پیچ‌های متفاوتی پیش‌بینی شده بود.

در سال ۱۷۹۶ یک انگلیسی به نام فیدمن برای اولین مرتبه ماشین تراشی ساخت که دارای میله پیچ بری بود، که با عوض کردن چرخ دنده‌های روی محور اصلی و محور پیچ بری می‌توانست پیچ‌های مختلفی را بسازد.
- در سال‌های ۱۸۰۰ و ۱۸۳۰ در ایالات متحده آمریکا ماشین‌های تراشی ساخته شد که با بدنه چوبی و پایه آهنی مجهز بود. در سال ۱۸۳۶ شخصی به نام پانتون در ماساچوست آمریکا ماشین تراشی با میله پیچ بری ساخت. در سال ۱۸۵۳ شخصی به نام فریلند در نیویورک ماشین تراشی با ریلهایی بطول ۲۰ فوت که کارهایی به قطر ۱۰ اینچ را می‌توانست بتراشد ساخت بدنه آهنی و درشت آن جایگاه چرخ دنده‌های تعویضی بود.
- بعد از مدتی ماشین‌های بهتری از نظر قدرت و دورهای بیشتری ساخته شد که بنام ماشین‌های تراش جعبه دنده‌ای معروف است. این ماشین‌ها دارای جعبه دنده دور و نیز جعبه بار می‌باشد؛ که به آسانی می‌توان ماشین را خودکار نمود و کارهای مختلف را تراشید.

## قسمت‌های مهم کنترل و تنظیم‌کننده
ماشین تراش چرخ دستی حامل سوپرت طول این چرخ دستی در قسمت جلو قوطی دستگاه حامل سوپرت طولی قرار دارد که می‌توان به وسیلهٔ آن دستگاه حامل سوپرت طولی را در طول بین دستگاه مرغک و دستگاه حرکت داد. وظیفه اصلی این چرخ دستی تنظیم و قرار دادن ابزار برش در هر قسمت دلخواه است، قبل از اینکه به کار بار خود کار داده شود. چرخ دستی دستگاه مرغک به وسیلهٔ چرخ دستی دستگاه مرغک می‌توان محور آن را تغییر مکان داد. چرخش آن معمولاً با دست صورت می‌گیرد. با چرخاندن چرخ دستی، مرغک ثابت محور می‌تواند داخل جا مرغک که در پیشانی سمت راست قطعه کار قرار دارد جابگیرد. به‌علاوه چرخش چرخ دستی موافق عقربه ساعت نیز سبب می‌گردد که محور (مرغک در داخل محور محکم شود) به سمت قطعه کار جلو برود. از طرف دیگر در صورت سوار کردن مته در داخل محور دستگاه مرغک ضمن چرخاندن دسته آن می‌توان با جلو راندن مته، در پیشانی کار سوراخ یا مته مرغک زد.
اجزاء ماشین تراش
ماشین تراش از چهار قسمت متمایز تشکیل می‌گردد: ۱- نگهدار مرغک ثابت (۱) که همیشه در سمت چپ کارگر قرار دارد و شامل محور ماشین است.
۲- نگهدار مرغک متحرک (۲) که سمت راست کارگر بوده و می‌تواند روی میز تراش تغییر مکان دهد. مرغک می‌تواند از نوع مرغک ثابت (۳) یا مرغک متحرک (۴) باشد.
۳-نگهدار ابزار(۱) که به وسیلهٔ آن ابزار تراش می‌تواند حرکت طولی و عرضی و دورانی یا مورب بنماید.
۴-میز تراش (۲) که قطعات گفته شده در بالا روی آن سوار گردیده‌است. انتهای مخروط ناقص مرغک ثابت که با فشار، روی مقر خود در انتها ی سمت راست محور، تکیه دارد.
نگهدار مرغک ثابت با هارنه در محور d ماشین فلکه سه طبقه قرار دارند (I) که ارتباطی با محور نداشته گردش خود را به وسیله تسمه از موتور یا میل ترانیمیسیون در یافت می‌دارد.
و چرخ دنده (n) روی بدنه فلکه سوار می‌باشد. و چرخ دنده (m) با خارش به محور مربوط است و روی محور خارج از مرکز که به موازات محور قرار داردو دنده (U) و (t) می‌توانند با دنده‌های (n) و (m) مربوط به محور را می‌توان به توسط انگشتی (O) به فلکه مربوط کرد.
با این مکانیسم شش سرعت دورانی به محور منتقل می‌شود. محور D مجوف و به شکل لوله‌است، این محور روی دو تکیه گاه بدنه مرغک ثابت (A) تکیه دارد و بدنه به‌طور ثابت روی میز تراش نصب گردیده‌است.

### سوپرت فوقانی
سوپرت فوقانی که روی سوپرت عرضی قرار دارد به وسیلهٔ دست قابل کنترل و بار دادن است از طرفی در زیر آن صفحه صاف و مدوری قرار دارد که محیط آن بین صفر تا ۱۸۰ درجه مدرج شده‌است. با بازکردن پیچهای آن می‌شود سوپرت دستی را حول محور خود ۳۶۰ درجه چرخاند. با این دستگاه می‌توان مخروطهای کوتاه داخلی و خارجی و مخروطهای کامل را نیز تراشید، و در ضمن جهت روتراشی هم از آن استفاده کرد روی پیچ این دستگاه حلقه مدرجی وجود دارد که برای تنظیم بار دقیق مورد استفاده قرار می‌گیرد. با این طریق در صورتی‌که بار بسیار کمی برای پرداخت کاری مورد نیاز باشد قابل تنظیم است. البته در پیچ تراشی، خشن تراشی و برداشتن بار زیاد نیز از آن استفاده می‌شود. اما در تراشکاری‌های مخروط ناقص یا بلند اکثراً از روش اتوماتیک استفاده می‌شود

### صفحه مخروطی تغییر محور اصلی
صفحه مخروطی تغییر سرعت محور اصلی روی جعبه دنده سرعت قرار گرفته‌است، که با چرخاندن آن به وسیلهٔ دست هریک از دورهای لازم را که قبلاً تعیین شده می‌توان به‌دست آورد. سرعت ماشین برحسب اندازه و نوع قطعه کار و نوع دنده تراشی که بکار برده می‌شود تعیین می‌گردد. به‌طور کلی سرعت ماشین بعد از اینکه قطعه کار و دنده تراش روی ماشین قرار گرفته تنظیم و ضمناً سرعت ماشین برحسب دور در دقیقه منظور می‌گردد

### جدول مقدار پیشروی رنده
برای تعیین مقدار بار یعنی پیشروی رنده هنگام تراش از جعبه دنده‌ای که در زیر جعبه دنده محور اصلی قرار گرفته‌است که شامل جفت چرخ دنده‌هایی با نسبت‌های معینی می‌باشد استفاده می‌گردد مقدار پیشروی (بار) ۰٫۰۰۲ تا ۰٫۱۳۰ اینچ (۰٫۵ تا ۳٫۳ میلی‌متر) در نظر گرفته شده مقدار بار لازم به وسیلهٔ دسته روی پوسته با جابجایی آن مشخص می‌شود.
بررسی عوامل مؤثر در انتخاب سرعت برش:
در انتخاب سرعت برش عواملی چند تأثیری بسزا داشته و توجه به آن موجب بهبود کار و دوام ابزار خواهد شد:
الف) جنس قطعه کار: با توجه به جنس قطعه کار، سرعت برش انتخاب می‌شود و هر چه جنس کار سخت‌تر می‌گردد، براده برداری مشکل‌تر شده و حرارت بیشتری تولید می‌شود؛ یعنی هر چه جنس کار سخت‌تر باشد به همان نسبت سرعت برش کمتر انتخاب می‌گردد.
ب) جنس ابزار :هرچه جنس ابزار سخت‌تر باشد و بتواند در حرارت‌های بالا مقاومت خود را حفظ کرده، تحمل بیشتری در مقابل سایش داشته باشد، می‌توان سرعت بیشتری را انتخاب نمود. جنس ابزار با سرعت برش رابطه مستقیم دارد.
ج) دوام ابزار: منظور از دوام ابزار، زمانی است که با رنده تیز شده بتوان براده برداری کرد و در صورت ثابت بودن سایر عوامل تعیین‌کننده، هر چه سرعت برش بیشتر انتخاب گردد، دوام ابزار کمتر خواهد بود.
د) سطح مقطع براده: با افزایش سطح مقطع براده، نیروی برش زیاد تر شده و حرارت بیشتری در روی لبه برنده ایجاد می‌گردد. به همین دلیل سرعت برش در خشن کاری کمتر و در پرداخت کاری بیشتر خواهد شد.
ه) انتخاب زاویه صحیح رنده: صفحه تراشی با یک رنده کند و زاویه غلط، موجب افزایش سریع درجه حرارت و باعث از بین رفتن سختی ابزار و رنده می‌گردد و برای تیز کردن مجدد آن موجب اتلاف وقت می‌شود از این رو توصیه می‌شود که رنده‌ها صحیح و به موقع تیز شوند.

## وظیفه اصلی ماشین تراش

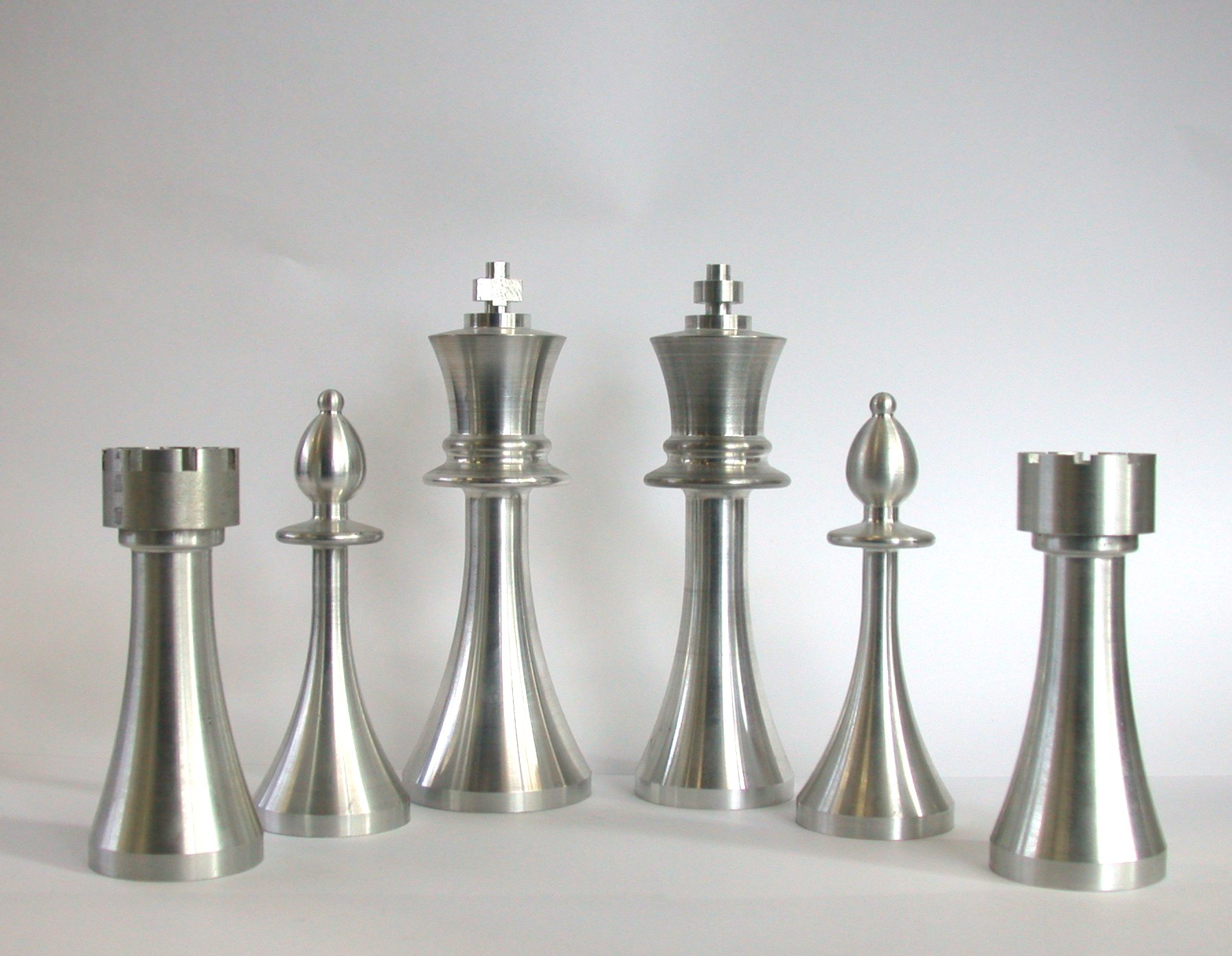
قطعه‌های ساخته شده با ماشین تراش

وظیفه اصلی ماشین تراش تغییر در اندازه قطعات، فرم آنها، پرداخت کاری قطعات با یک یا چند عمل برش با تنظیم رنده تراش است. با سوار کردن وسائل و دستگاه‌های یدکی روی ماشین‌های تراش دامنه فعالیت آن بسیار گسترش پیدا کرده به‌طوری‌که می‌توان به وسیلهٔ آن‌ها عملیات مختلفی انجام داد مثلاً با قرار دادن ابزارهایی مانند برقو، قلاویز و مته عملیاتی چون برقوکاری، قلاویززنی و سوراخکاری روی ماشین تراش به سادگی انجام پذیر می‌باشد.

## اساس ماشینهای تراش
به‌طور کلی اصول اساسی ماشین‌های تراش بر مبنای عمل فلز تراش پایه‌گذاری شده‌است و نیز عمل فلز تراشی با ماشین‌های تراش سبب برداشت براده توسط لبه برش دنده و حرکت براده‌ها در طول سطح براده رنده می‌باشد. در تمام عملیات فلز تراشی مانند تراشکاری، سوراخکاری، فرزکاری یا اره کاری براده تولید خواهد شد. در این حالت نیرویی برابر بیست تن بر اینچ مربع وارد می‌شود، که این مقدار نیروی زیاد باعث کشش و تغییر فرم فلز و میز ایجاد حرارت می‌شود و حرکت براده در طول سطح برش سبب اصطکاک شده و این مقدار اصطکاک در لبه برش رنده تولید حرارت می‌کند، که این خود یک عامل مهم در هنگام براده برداری است.

## نیروهائیکه بر ابزار برش اثر می‌گذارند
در موقع تراش سه نیروی مختلف بر لبه برش ابزار برش اثر خواهد گذاشت این سه نیرو به‌طور ساده به صورت زیر بیان می‌شود.
1. نیروی محوری
2. نیروی شعاعی
3. نیروی عمودی (مماسی)

## عوامل سرعت برش مناسب برای هر ماشین
1. نوع رنده
2. نوع قطعه ای که تراشیده می‌شود (از نظر سختی)
3. مقدار عمق براده
4. نوع ماشینکاری (خشن یا پرداختکاری)
5. ساختمان دستگاه
6. مواد خنک‌کننده (محلول آب و روغن)

- اصولاً مسئله برش در ماشین‌های افزار بخاطر پیدا کردن سرعت مناسبی برای هر نوع ماشین می‌باشد؛ زیرا وقتیکه سرعت برش بیش از حد لازم باشد باعث مستهلک شدن سریع ابزار و خراب شدن کار می‌گردد. سرعت برش کمتر از حد مجاز موجب کندی کار و در نتیجه عدم تولید محصول به‌طور سریع خواهد بود.

## فرمول مقدار سرعت برش
- سرعت برش برحسب متر در دقیقه: قطر بر حسب میلی‌متر در عدد پی در تعداد دور تقسیم بر ۱۰۰۰
- سرعت برش برحسب فوت در دقیقه قطر بر حسب اینج در عدد پی تقسیم بر ۱۲

که در رابطه (۱) D مقدار قطر کار برحسب متر و n تعداد دور در دقیقه و سرعت برش برحسب متر در دقیقه می‌باشد.
در رابطه (۲)D قطر کار برحسب اینچ و برحسب فوت در دقیقه خواهد بود

## تعیین دور ماشین توسط دیاگرام
برای اینکه در وقت صرفه جوئی شده و از محاسبه جلوگیری گردد. در اکثر کارخانجات عدد دور ماشین را از روی دیاگرام تعیین می‌کنند معمولاً تابلوهایی روی بیشتر ماشین‌های تراش نصب شده‌است که به سادگی تعداد دور ماشین را برای قطرهای مختلف کار نشان می‌دهد.

## انواع ماشین‌های تراش و ساختمان آن‌ها
1. ماشین تراش کوچک مرغک دار
2. ماشین تراش ابزارسازی
3. ماشین تراش معمولی نرم شده
4. ماشین تراش پیشانی تراش
5. ماشین تراش عمودی

### ماشین تراش کوچک مرغک دار
این نوع ماشین تراش برای آموزش و تراش کارهای کوچک مورد استفاده قرار می‌گیرد و چون اغلب کارها را بین دو مرغک می‌تراشند به همین جهت آن را ماشین تراش مرغک دار می‌گویند. به‌علاوه چون از این ماشین برای آموزش و کارهای کوچک استفاده می‌شود اغلب دستگاه انتقال حرکت آن‌ها به صورت چرخ تسمه‌ای ساخته می‌شوند. از نظر اندازه، به دو شکل تقسیم می‌شوند؛ ماشین تراش کوچک رومیزی و ماشین تراش کوچک پایه دار.

### ماشین‌های تراش ابزارسازی
اختلاف این نوع ماشین‌ها با سایرین در این است که ماشین‌های ابزارسازی دارای دقت بیشتری نسبت به سایر ماشین‌ها داشته و نیز بعضی از آن‌ها با دستگاه‌های مخصوص جهت تراشیدن کارهای دقیقتر مجهز می‌باشند. وظیفه اصلی این ماشین‌ها تهیه ابزار و شابلن برای کارخانجات تولیدی و ماشین‌های تراش تولیدی است؛ و چون از آن‌ها برای کارهای کوچک و بزرگ استفاده می‌شود معمولاً آن‌ها را به دو صورت رومیزی و پایه دار در دسترس قرار می‌دهند. از نوع رومیزی آن برای تراش قطعات کوچک و کوتاه که دارای قطر کم هستند استفاده می‌شود.
ماشین تراش پایه دار به صورت یک ماشین تراش دقیق و نسبتاً بزرگ که دارای سرعت‌های مختلف است ساخته شده‌اند به‌علاوه با دستگاه ترمز دقیق برای قطع و کنترل کردن سرعت مجهز می‌باشد. این ماشین به وسائل دیگری جهت تهیهٔ سایر ابزارها مجهز است.

### ماشینهای تراش معمولی نرم شده
از این ماشین‌ها اغلب در کارهای تولیدی استفاده می‌گردد زیرا که قدرت تولیدی آن‌ها زیاد بوده و نیز قدری سنگین تر ساخته می‌شوند. از طرفی چون برای انجام کارهای مختلف مورد استفاده قرار می
گیرند بدینجهت دارای مراحل سرعت بیشتر و نیز با بیشتر می‌باشد که برای انجام کارهای بزرگ بسیار مناسب است، و از نظر استحکام بر سایر ماشین‌ها نیز برتری داشته و می‌توان برای تولیدهای کم مورد استفاده قرار داد.

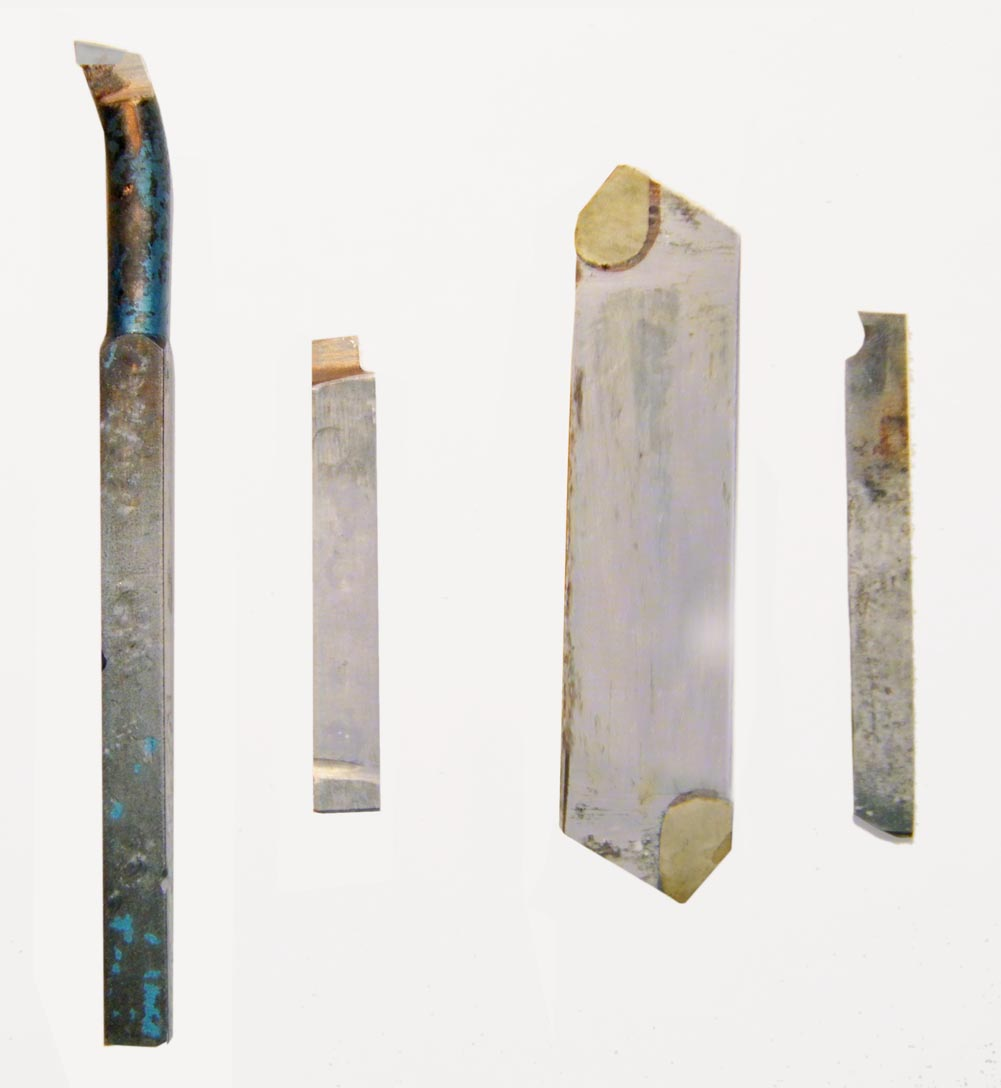
قلم‌های نراشکاری

### ماشین‌های تراش با قطر کارگیر و طول زیاد
این نوع ماشین‌ها برای تراش کارهایی که قطر آن‌ها بزرگ و نیز دارای طول زیاد هستند مورد استفاده قرار می‌گیرند زیرا که میز آن‌ها بزرگ و ارتفاع محور اصلی ماشین تا روی ریل نسبتاً زیاد است. در بعضی از ماشین‌های تراش که دارای طول زیاد می‌باشند برای اینکه بتوان از حداکثر قطر کارگیر استفاده شود، نزدیک محور اصلی در قسمت ریل یک قطعه جاگذاری شده‌است هنگامی‌که لازم باشد می‌توان قطعه را از روی ریل جدا کرده و سپس قطعات با قطر زیاد را تراشید و نیز برای تراش کارهای مخصوص مورد استفاده قرار می‌گیرد.
معمولاً این نوع ماشین‌ها را با دورهای بسیار زیاد طراحی نمی‌کنند و از طرفی استحکام و قدرت برش آن‌ها بسیار زیاد است، بدینجهت می‌توان با آن‌ها حجم براده بیشتری را در یک زمان معین برداشت.

### ماشین تراش پیشانی تراش
کارهائیکه قطر آن‌ها زیاد و طول نسبتاً کمی دارند به وسیلهٔ این ماشین‌ها تراشیده می‌شوند. موارد استفاده دیگر آن‌ها در کارخانجات لکومتیوسازی مخصوص ساختن چرخهای لکومتیو و نیز برای ساختن چرخ طیار (چرخ لنگر) بکار می‌برند.

### ماشین تراش عمودی
- همانطوری‌که از اسمش پیداست این ماشین به صورت عمودی قرار می‌گیرد، دستگاه قلم گیر به صورت منشور چند ضلعی که می‌تواند عمودی در طول حرکت خطی داشته باشد. دستگاه سه نظام آن بسیار بزرگ است و به‌طور عمودی قرار گرفته و دارای حرکت دورانی است، که برای گرفتن کارهای سنگین می‌باشد. در سوراخکاری هم از آن استفاده می‌کنند؛ و چون نسبتاً سنگین است معمولاً دارای سرعت‌های زیاد نیست.

## اجزاء اصلی ماشین تراش و وظیفه هریک
1. ریل (میز) ماشین

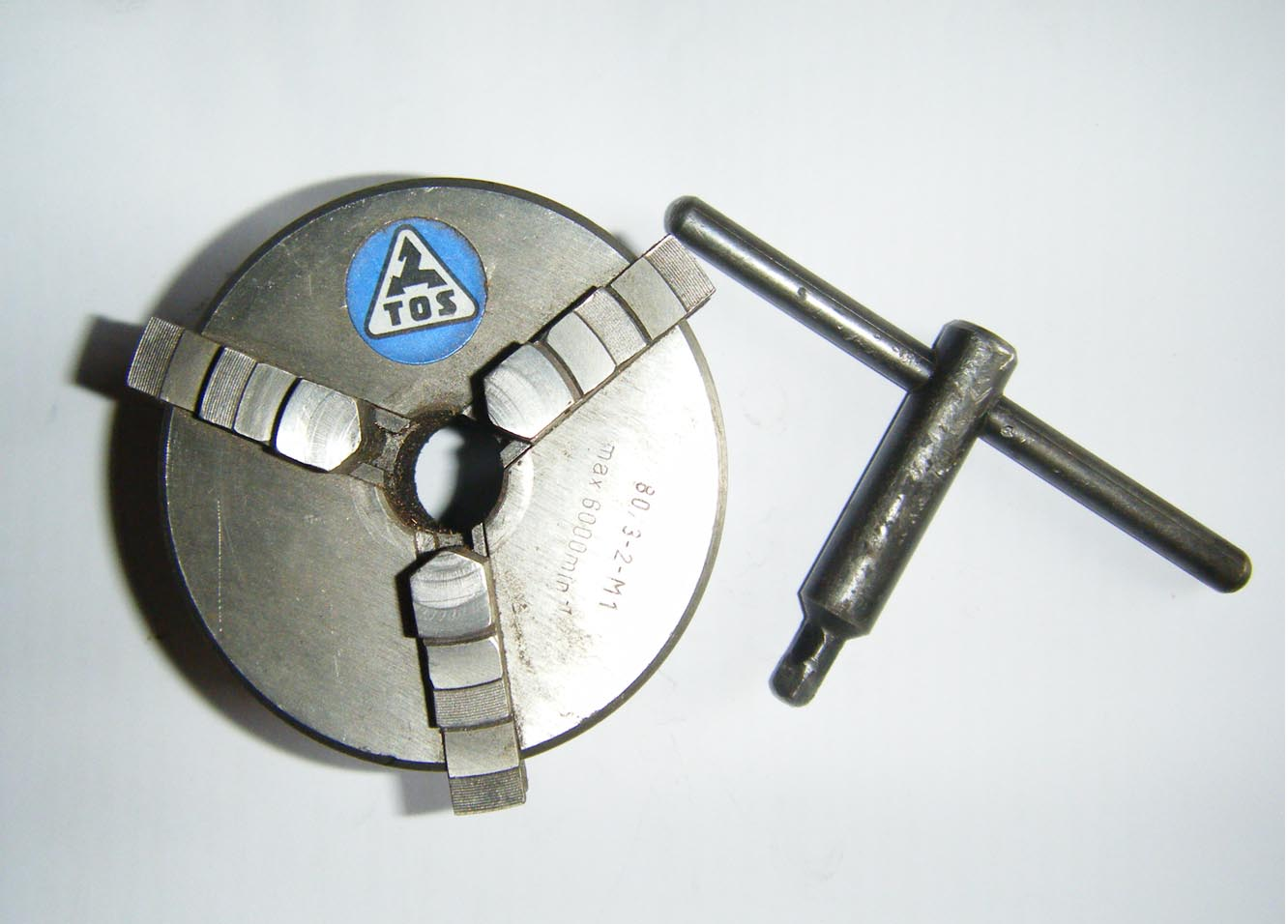
سه نظام: سه نظام وسیله‌ای است که قطعه کار را نگه داشته و باعث دوران آن می‌شود سه نظام به دو صورت منظم که توسط یک مارپیچ ارشمیدوسی طراحی شده‌است کار می‌کند و غیر منظم موجود است سه نظام به اسپیندل متصل می‌گردد

2. دستگاه یاتاقان محور اصلی (دستگاه جعبه دنده سرعت محور اصلی)
3. دستگاه مرغک
4. دستگاه حامل سو پرت
5. جعبه دنده بار
6. الکتروموتور

## ریل (میز) ماشین
- ریل ماشین تراش یکی از قسمت‌های اساسی ماشین تراش را تشکیل می‌دهد که به‌طور دقیق طراحی و ساخته می‌شوند؛ و نیز بایستی دارای ساختمانی کاملاً محکم باشد این قسمت روی پایه‌هایی که از چدن ساخته شده‌اند مستقر می‌باشند. دستگاه‌های دیگر از قبیل دستگاه حامل سو پرت و مرغک روی آن قرار می‌گیرند میز ماشین دارای راهنماهائی به شکل مثلثی یا ذوزنقه‌است که با دقت ماشینکاری شده‌اند دستگاه‌های دیگری که روی این راهنماها قرار می‌گیرند نسبت به محور ماشین یا قطعات کار بسته شده بر روی محور اصلی در یک راستا هستند

## دستگاه یاتاقان محور اصلی (پیش دستگاه با جعبه دنده سرعت)
- این قسمت در صورتی‌که ساختمان جعبه دنده‌ای داشته باشد، شامل یک سری چرخ دنده با تعداد دنده‌های مختلف است به کمک چرخ دنده‌ها که با محور اصلی یاتاقان بندی شده‌اند قطعه کار گردش داده می‌شود. در بعضی از ماشین‌ها محور اصلی روی جعبه دنده سرعت به وسیلهٔ بلبرینگ کارگذارده شده‌است. در ماشین‌های تراش کوچک دستگاه انتقال حرکت آن‌ها به صورت چرخ تسمه‌ای است که از دو فلکه سه یا چهار پله‌ای تشکیل می‌گردد که به صورت عکس روی دو محور موازی قرار می‌گیرند و در این صورت با داشتن قطرهای متفاوت، محور اصلی ماشین دارای دورهای مختلفی خواهد بود

## دستگاه مرغک

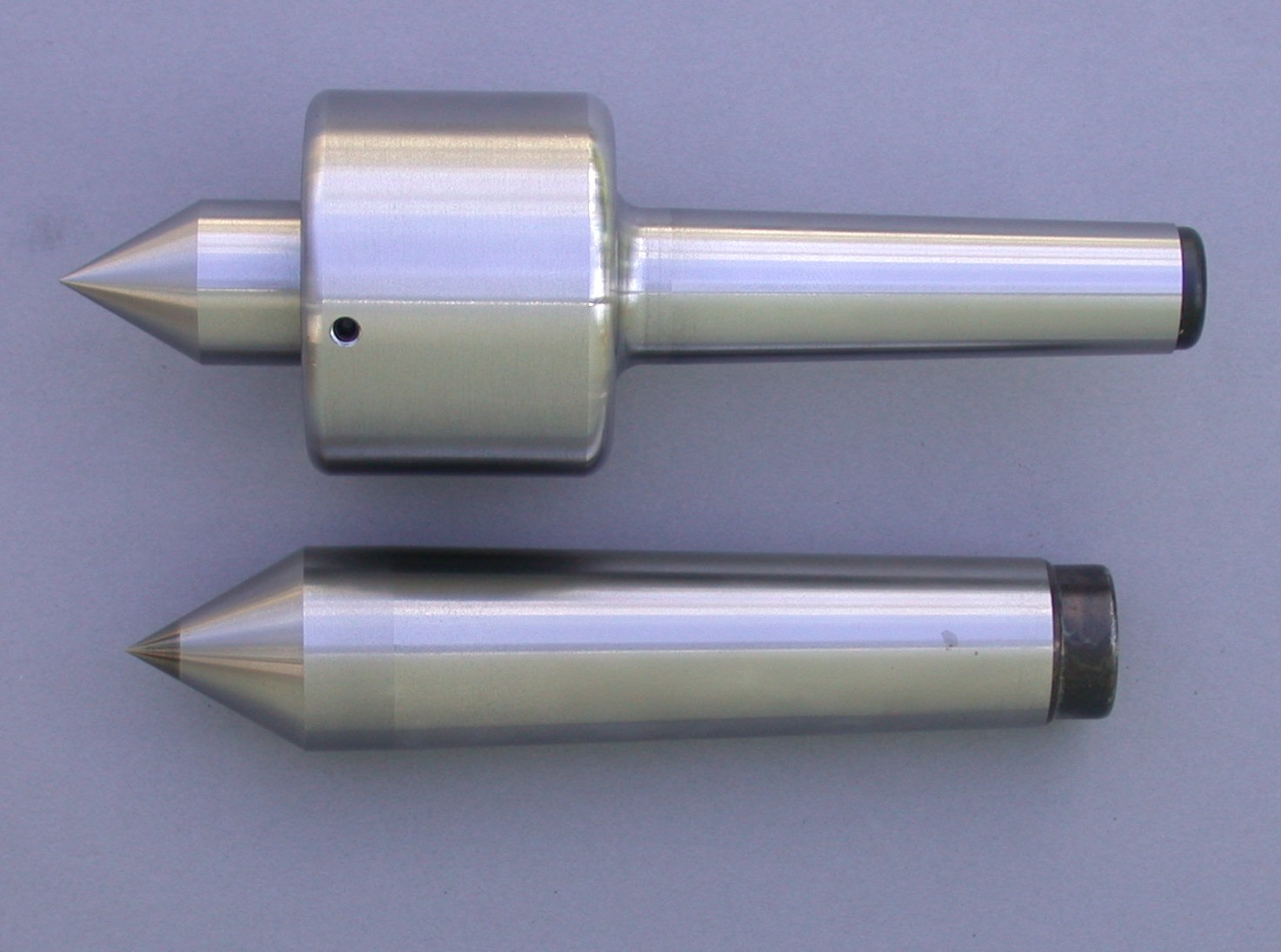
مرغک ثابت و مرغک بلبرینگی (متحرک)

دستگاه مرغک که جنس آن از چدن می‌باشد، می‌توان بر روی میز حرکت کرده و در هر نقطه که لازم باشد آن را ثابت کرده و سپس عملیات تراشکاری را انجام داد. این دستگاه دارای محوری توخالی است که داخل آن به شکل مخروطی تراشیده شده‌است سطح آن کاملاً دقیق تراشیده شده و به صورت اینچی یا میلی‌متری در جهت طولی مدرج شده که به وسیلهٔ پیچی می‌توان دستگاه مرغک را از محل اصلی خود منحرف کرد. به‌علاوه به وسیله پیچ و مهره و بست می‌توان دستگاه مرغک را در روی میز ماشین در هر محل که لازم باشد ثابت کرد. ضمناً هنگام برقوکاری یا سوراخکاری به وسیلهٔ ماشین تراش می‌توان پرهائیکه دارای دنباله مخروطی هستند مستقیماً در داخل محور دستگاه مرغک قرار داده و عمل برقوکاری انجام می‌شود. از طرفی برای سوراخکاری از مته‌های دنباله مخروطی یا سه نظام مته که دارای دنباله مخروطی است استفاده کرد. برای تراشکاری بین دو مرغک باید مرغک ثابت یا مرغک بلبرینگی (متحرک) را در داخل محور قرار داده و تراشکاری را انجام داد

## دستگاه حامل سو پرت
- دستگاه حامل سوپرت در شکل نمایشی با رنگ زرد مشخص شده‌است که سوپرت عرضی و قلم گیر و رنده تراش در روی آن بسته می‌شود. این دستگاه به صورت طولی بین مرغک و محور اصلی حرکتی خطی دارد.

این دستگاه از دو قسمت عمده تشکیل می‌شود. زین که فرمی صلیبی دارد. بر روی آن کشوهایی قرار گرفته‌است که به خوبی سنگ زده شده‌اند و دقیقاً روی راهنماهای میز قرار می‌گیرند دوم قوطی حرکت بار که در جلو زین قرار گرفته‌است و دارای چرخ دنده‌های مختلف است این دستگاه به کمک چرخ دنده‌ها دارای حرکتی طولی و عرضی می‌باشد به وسیلهٔ دسته مخصوصی می‌توان دستگاه حامل سو پرت را به صورت طولی حرکت خطی داد. به‌علاوه سوپرت عرضی که روی دستگاه حامل سوپرت قرار گرفته می‌توان به طریق عرضی حرکت کند یعنی به سمت تراشکار نزدیک یا از او دور شود. به کمک چرخاندن دسته؛ سو پرت عرضی را می‌توان در عرض حرکت عرضی داد.

## جعبه دنده بار (گیربکس)
- این قسمت تأمین مقدار پیشروی رنده در حالت پیچ بری (پیچ تراشی) یا روتراشی و نیز پیشانی تراشی استفاده می‌گردد. باین صورت که میله پیچ تراشی یا میله بار حرکت دورانی خود را از این جعبه دنده تغذیه می‌کند. با حرکت دورانی میله‌های پیچ بری و میله بار رنده تراشکاری در طول یا در عرض ماشین پیشروی کرده و قطعه کار تراشیده می‌شود، روی جعبه دنده جدولی قرار دارد که در زیر جدول شیارهایی موجود است که با قرار دادن بین دسته تعویض با در محل مناسب خود به‌دست می‌آید.

## انواع ماشین تراش

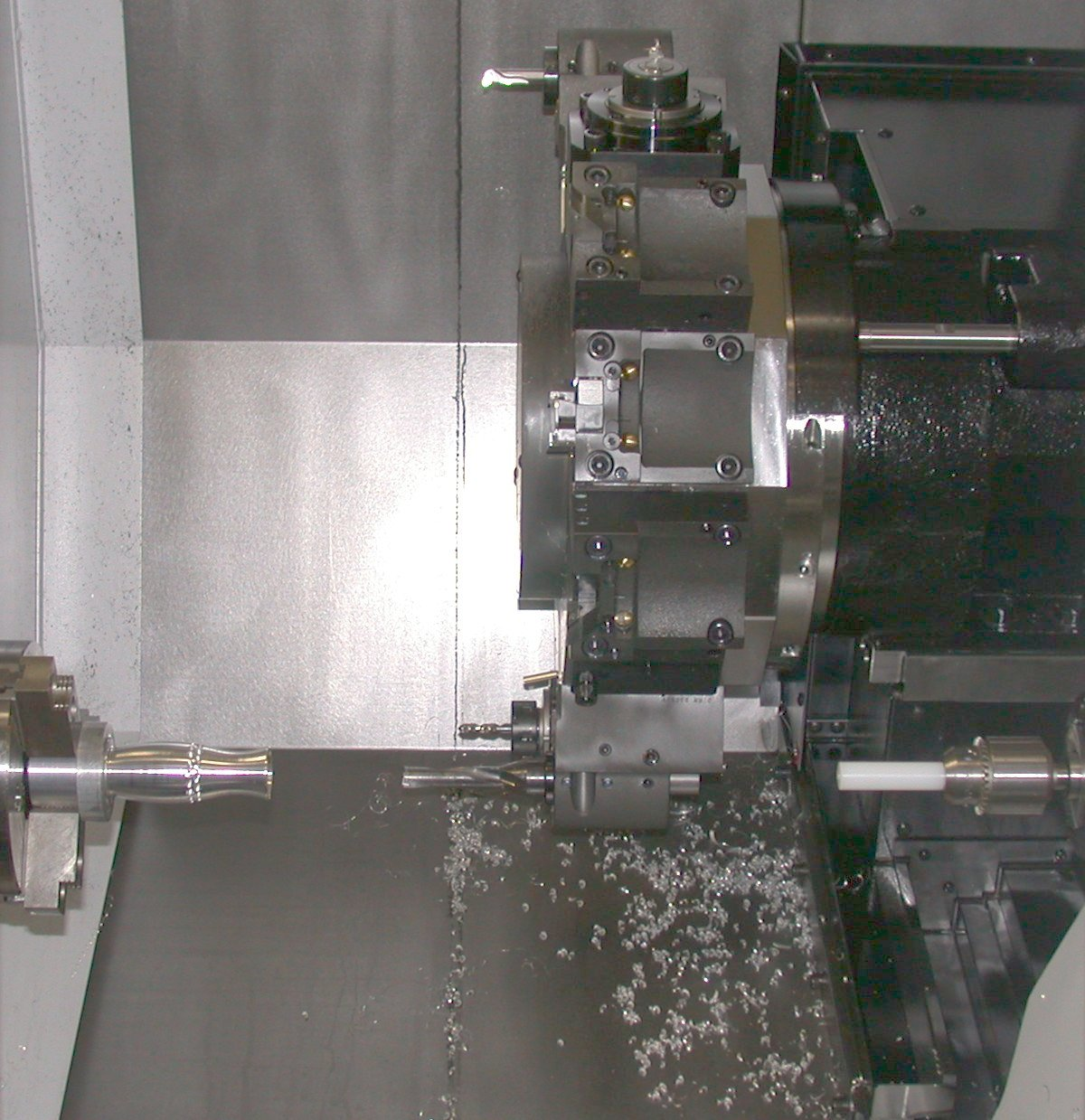
تارت ماشین تراش cnc

1. ماشین تراش معمولی
2. ماشین تراش با کنترل کامپیوتری CNC